# Dekanija Grosuplje
Dekanija Grosuplje je rimskokatoliška dekanija Nadškofije Ljubljana.

## Župnije
1. Župnija Grosuplje
2. Župnija Ivančna Gorica
3. Župnija Kopanj
4. Župnija Lipoglav
5. Župnija Polica
6. Župnija Stična
7. Župnija Šentjurij pri Grosupljem
8. Župnija Šentvid pri Stični
9. Župnija Škofljica
10. Župnija Šmarje - Sap
11. Župnija Višnja Gora
12. Župnija Žalna